# Beatles for Sale (ep)
Beatles for Sale is een ep van de Britse band The Beatles. Het werd op 6 april 1965 uitgebracht door Parlophone. De ep verscheen enkel in het Verenigd Koninkrijk, Australië en India op de markt.
Zoals de titel aangeeft, bevat de ep Beatles for Sale nummers die eerder al op het gelijknamige studioalbum verschenen. Later dat jaar werd er nog een ep samengesteld uit nummers afkomstig van dit album onder de titel Beatles for Sale No. 2. De ep behaalde de eerste plaats van de Britse hitlijst voor ep's, waar het zes weken bleef staan.

## Tracks
Alle muziek en teksten zijn geschreven door Lennon-McCartney, tenzij anders aangegeven. 
| Nr. | Titel       | Duur |
| --- | ----------- | ---- |
| 1.  | No Reply    | 2:15 |
| 2.  | I'm a Loser | 2:30 |

| Nr. | Titel                             | Duur |
| --- | --------------------------------- | ---- |
| 1.  | Rock and Roll Music (Chuck Berry) | 2:32 |
| 2.  | Eight Days a Week                 | 2:43 |